# Sharon Isbin

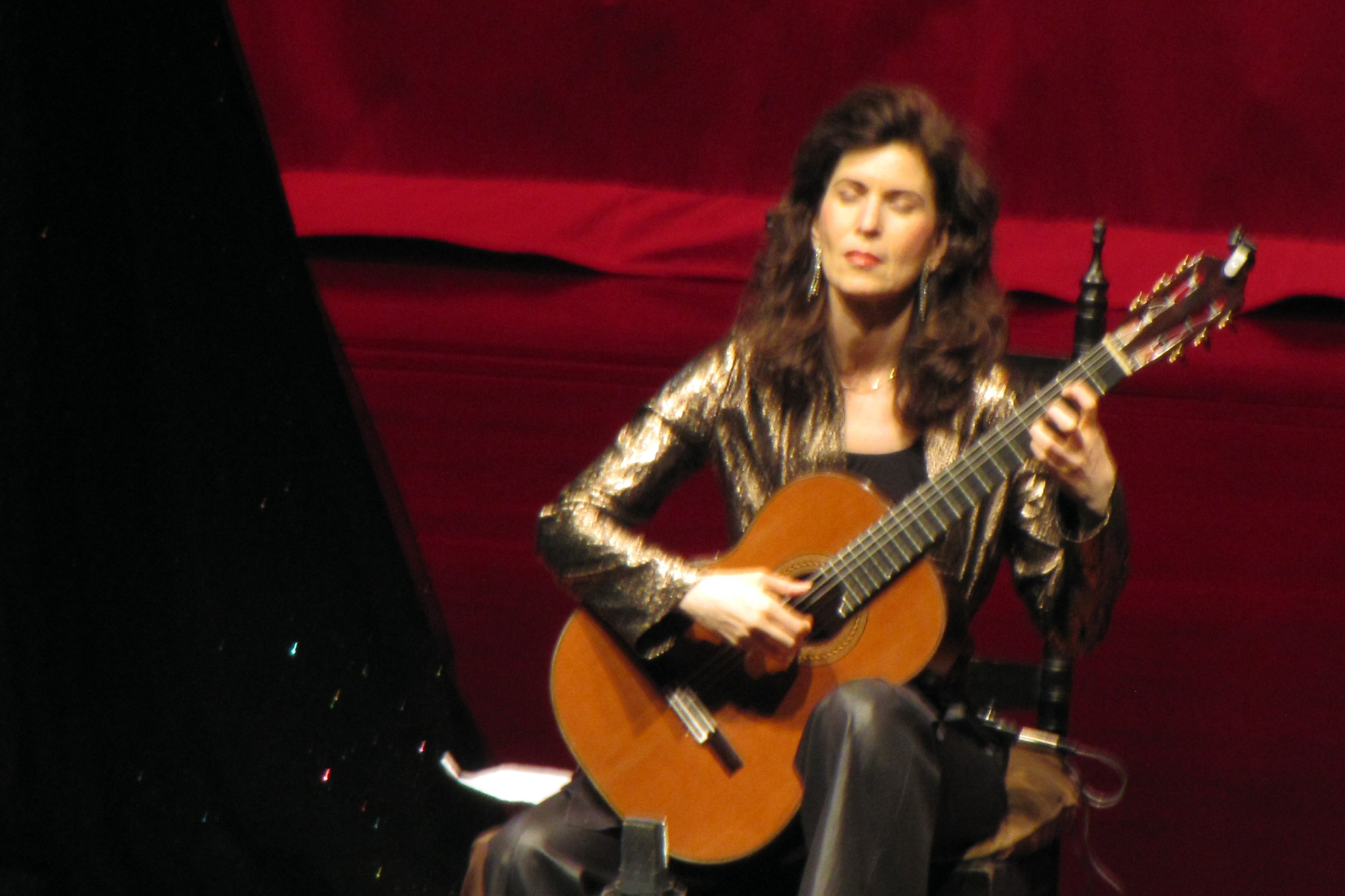
Sharon Isbin (2011)

Sharon Isbin (* 7. August 1956 in St. Louis Park) ist eine US-amerikanische klassische Gitarristin und Gründerin der Gitarrenklasse an der Juilliard School. Sie ist die bisher einzige klassische Gitarristin, die bei den Grammy Awards zweimal ausgezeichnet wurde.

## Leben
Isbin erhielt ab ihrem neunten Lebensjahr Gitarrenunterricht und studierte an der Yale University, wo sie unter anderem von Rosalyn Tureck unterrichtet wurde. Weitere Lehrer waren Andrés Segovia und Oscar Ghiglia. 1989 gründete sie an der Juilliard School of Music die erste Gitarrenklasse, die sie seitdem leitet.
Isbin arbeitete im Laufe ihrer Karriere mit zahlreichen international bekannten Künstlern zusammen. So führte sie die von Steve Vai komponierte Blossom Suite gemeinsam mit dem Komponisten in Paris auf (2005), spielte als Solokünstlerin die Uraufführung von Christopher Rouses Concert de Gaudi (2000, gemeinsam mit dem NDR Sinfonieorchester) und die als Verbeugung vor der Folkgitarristin und -sängerin Joan Baez komponierte Joan Baez Suite von John Duarte (2003). Mit den New Yorker Philharmonikern nahm sie 2005 erstmals in der Geschichte des Orchesters Gitarrenkonzerte (von Heitor Villa-Lobos und Manuel María Ponce) auf. 2009 arbeitet sie gemeinsam mit Joan Baez und Mark O’Connor. Sie arbeitete außerdem unter anderem mit Nigel Kennedy, Denyce Graves, Herb Ellis oder Michael Hedges zusammen.

## Auszeichnungen
Isbin erhielt, als bisher einzige klassische Gitarristin, zweimal einen Grammy Award, in den Jahren 2001 (für Dreams of a World in der Kategorie „Beste Soloinstrument-Darbietung ohne Orchester“) und 2010 (für Journey to the New World in derselben Kategorie).
Außerdem erhielt der Komponist Christopher Rouse im Jahr 2002 einen Grammy für die Isbin-Einspielung Concert de Gaudi for Guitar and Orchestra in der Kategorie „Beste zeitgenössische klassische Komposition“. Isbin selbst war 2002 für die Kategorie „Beste Soloinstrument-Darbietung mit Orchester“ nominiert und erhielt im selben Jahr für diese Aufnahme den ECHO-Klassik-Preis.

## Werk

### Diskographie
- Affinity, Zoho Classix, 2020
- Alma Española, Bridge Records, 2017 (mit Isabel Leonard)
- Journey to the New World, Sony, 2009 (mit Joan Baez und Mark O’Connor)
- Guitar Essentials: The World’s Greatest Guitar Music, Denon, 2008 (mit Alexander-Sergei Ramírez)
- Rodrigo: Concierto de Aranjuez; Villa-Lobos: Concerto for Guitar; Ponce: Concierto del sur, Warner, 2005 (mit den New Yorker Philharmonikern)
- Rodrigo: Concierto de Aranjuez & Latin Romances, EMI/Virgin, 2005 (mit dem Saint Paul Chamber Orchestra und dem Orchestre de Chambre de Lausanne)
- Artist Portrait: Sharon Isbin, Warner, 2004
- Wayfaring Stranger, Erato, 2004 (mit Susanne Mentzer)
- Baroque Favorites for Guitar, Warner, 2003 (mit dem Zürcher Kammerorchester)
- Greatest Hits, EMI/Virgin, 2002
- J.S. Bach: Complete Lute Suites, EMI/Virgin, 2002
- American Landscapes, EMI/Angel, 2002
- Christopher Rouse: Concert de Gaudi, Tan Dun: Concerto for Guitar & Orchestra (Yi2), Teldec, 2001 (mit dem Lisbon Gulbenkian Foundation Orchestra)
- Dreams of a World: Folk-inspired Music for Guitar, Teldec, 1999
- Journey to the Amazon, Teldec, 1997 (mit Paul Winter und Gaudêncio Thiago de Mello)
- 3 Guitars 3, Intersound, 1995 (mit Laurindo Almeida und Larry Coryell)
- Nightshade Rounds, EMI/Virgin, 1994
- Road to the Sun/Estrada do Sol, EMI/Virgin, 1992
- Love Songs & Lullabies, EMI/Virgin, 1991 (mit Benita Valente, Thomas Allen und Gaudencio Thiago de Mello)
- Rodrigo: Concierto de Aranjuez, EMI/Virgin (mit dem Orchestre de Chambre de Lausanne)
- Aaron Jay Kernis: Double Concerto for Violin & Guitar, Argo/Decca (mit Cho-Liang Lin und dem Saint Paul Chamber Orchestra)
- Rhapsody in Blue/West Side Story, Concord (mit Carlos Barbosa-Lima)
- Brazil, with Love, Concord (mit Carlos Barbosa-Lima)

### Notenausgaben
- John Duarte: Appalachian Dreams (Ed. Schirmer)
- J.S. Bach: The Lute Music, herausgegeben von R. Tureck, Fingersatz von S. Isbin (Ed. Schirmer)

### Lehrwerk
- Classical Guitar Answer Book, String Letter Books, San Anselmo 1999, ISBN 1-890490-08-3